# St. Laurentius (Merzenich)

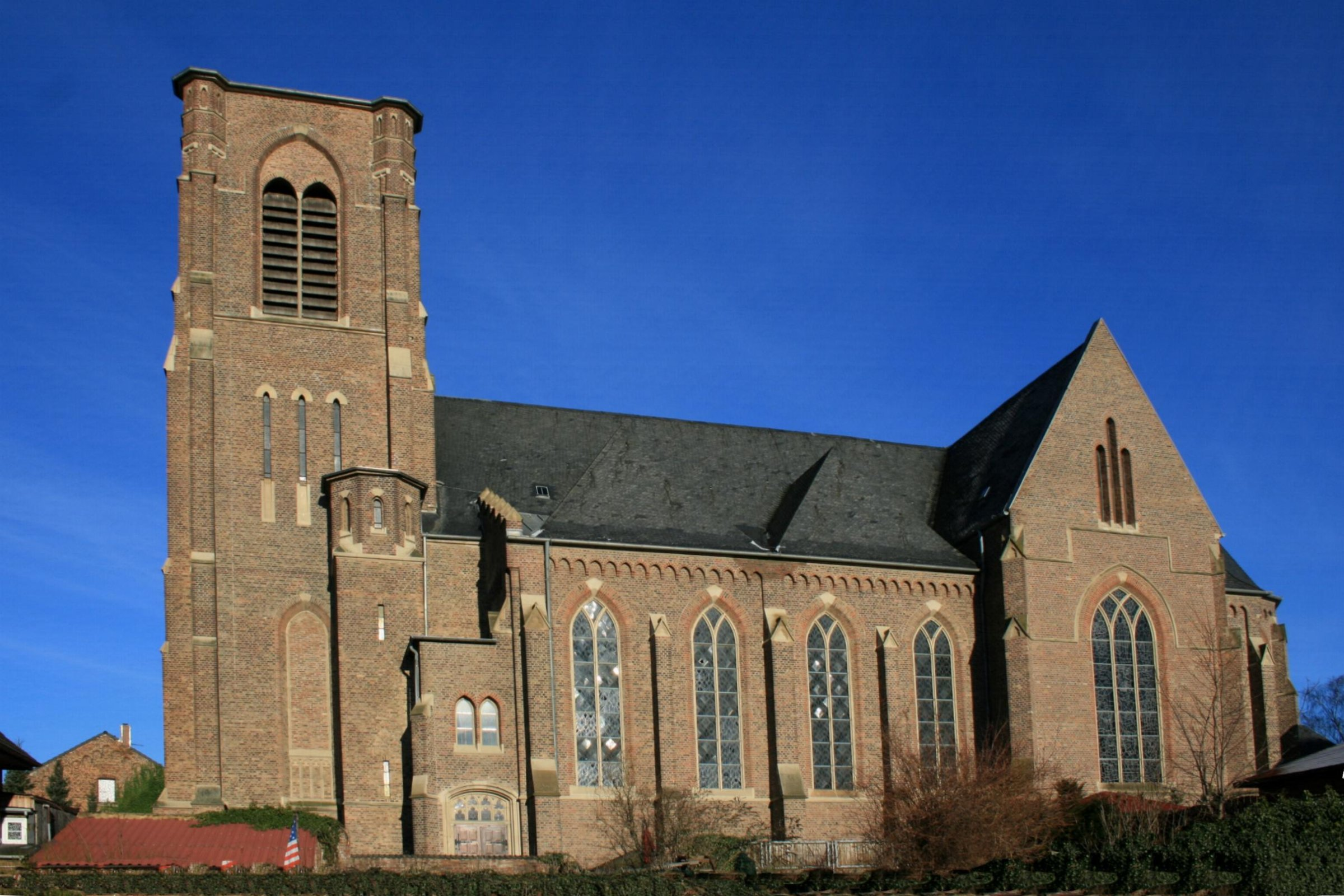
St. Laurentius in Merzenich

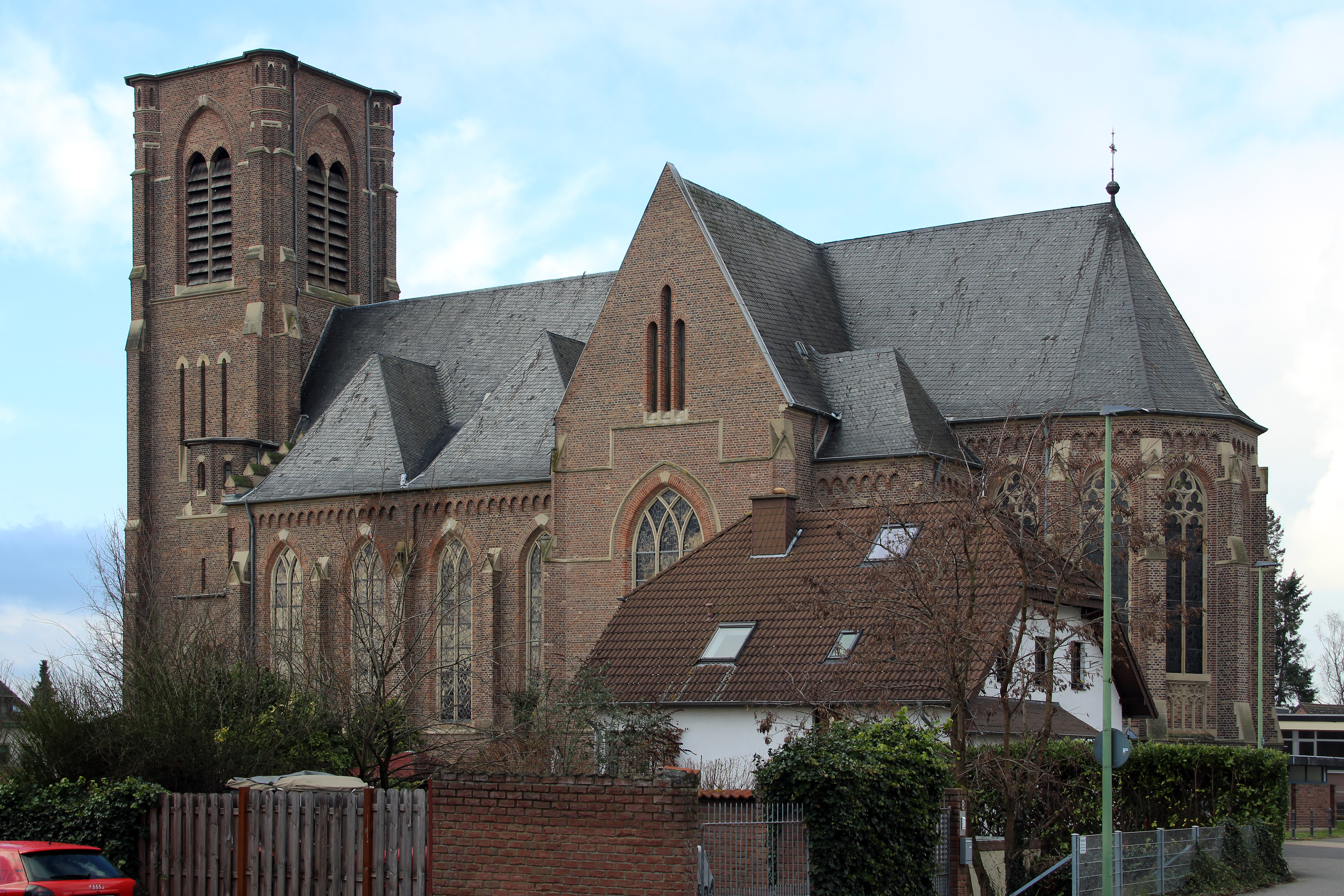
Kirche von Südosten

St. Laurentius ist die römisch-katholische Pfarrkirche von Merzenich im Kreis Düren  in Nordrhein-Westfalen. Sie wurde zwischen 1898 und 1901 nach Plänen von Theodor Roß erbaut.
Die Kirche ist dem hl. Märtyrer Laurentius von Rom geweiht und als Baudenkmal unter Nr. 34 in die Liste der Baudenkmäler in Merzenich eingetragen.

## Lage
Das Kirchengebäude befindet sich im Ortskern von Merzenich in einer Hanglage zwischen der Lindenstraße und der Schulstraße. Direkt nördlich neben der Kirche stehen das Pfarrhaus und das Pfarr-Jugendheim.

## Geschichte

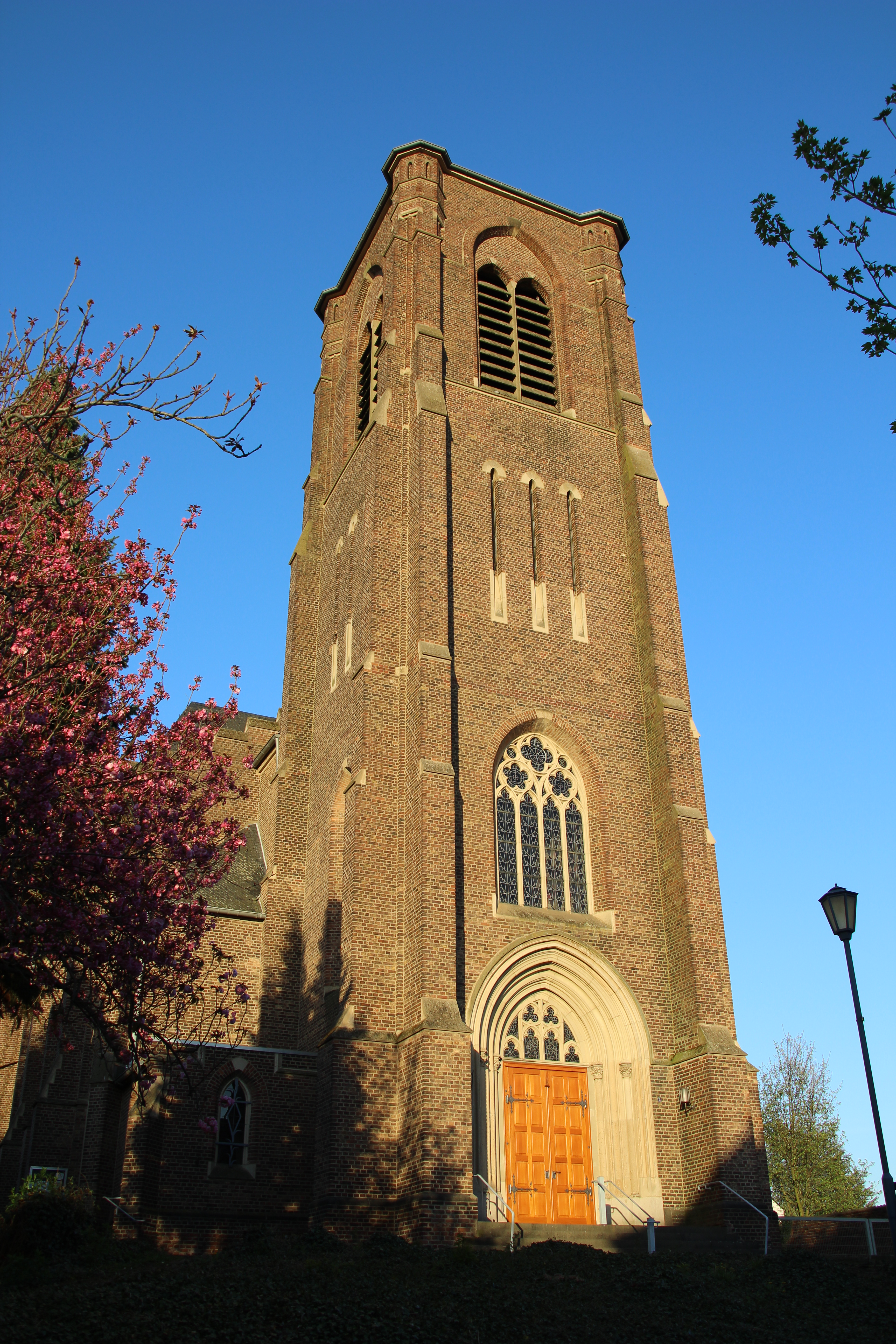
Westansicht

Im Liber valoris aus dem Jahr 1308 wird erstmals eine Kirche in Merzenich schriftlich erwähnt. Schon damals war Merzenich eigenständige Pfarrei und gehörte zum weit ausgedehnten Dekanat Jülich im Erzbistum Köln. Das Kollationsrecht besaßen die jeweiligen Herzöge von Jülich. Schon seit dem Mittelalter gehörten auch Girbelsrath und Miesheim mit ihren Filialkirchen zur Merzenicher Pfarre. Während Miesheim in der frühen Neuzeit untergegangen ist, verblieb Girbelsrath bis zur Pfarrerhebung am 12. Februar 1849 noch als Filiale bei Merzenich. Im Zuge der Umstrukturierungen der kirchlichen Landschaft während der Franzosenzeit kam die Pfarre 1802 an das neu gegründete Bistum Aachen. Dieses wurde 1825 schon wieder aufgelöst und Merzenich fiel wieder an das Erzbistum Köln zurück. Seit 1930 gehört der Ort wieder zum wiedergegründeten Bistum Aachen.
Zum 1. Januar 2016 wurde die Pfarre St. Laurentius/Merzenich durch die Eingliederung der bis dahin eigenständigen Pfarreien St. Amandus/Girbelsrath, St. Gregorius/Golzheim und St. Lambertus/Morschenich erheblich vergrößert.

## Baugeschichte
Ende des 19. Jahrhunderts war die Bevölkerung Merzenichs so stark angewachsen, dass die bisherige Pfarrkirche am Lindenplatz, ein Bau des 13. bis 17. Jahrhunderts, zu klein geworden war. Somit wurde ein Neubau an anderer Stelle beschlossen. Mit den Planungen zum Bau der heutigen Pfarrkirche wurde der Kölner Architekt Theodor Roß beauftragt. Die Kirche wurde schließlich zwischen 1898 und 1901 an der Lindenstraße erbaut. Die Grundsteinlegung fand am 8. Mai 1898 unter großer Beteiligung der Bevölkerung statt. Die Weihe des Grundsteines nahm der Oberpfarrer von St. Anna, Otto Josef Lohmann vor. Bereits vor der vollständigen Fertigstellung des neuen Gotteshauses konnte am 25. November 1900 die erste Heilige Messe gefeiert und die neue Kirche durch den Dechanten des Dekanates Düren, Otto Josef Lohmann, benediziert werden. Die feierliche Kirchweihe und Konsekration des Hochaltares erfolgte am 12. Juni 1902 durch den Kölner Weihbischof und späteren Erzbischof Antonius Fischer. Die alte Kirche verfiel seitdem immer mehr und ist heute nur noch als Ruine erhalten.
In Folge des Zweiten Weltkriegs erlitt die Kirche starke Beschädigungen. Der Turmhelm wurde durch Beschuss vollständig zerstört und nach dem Krieg durch ein Flachdach ersetzt, wodurch der Kirchturm sein markantes äußeres Erscheinungsbild erhielt. Auch der Dachreiter auf der Vierung fiel dem Krieg zum Opfer.
1970 wurde der Altarraum der Kirche nach Plänen von Wolfgang Bley umgestaltet.  1989 wurde das Kirchendach saniert und 1992 ist das Mauerwerk des Glockenturms saniert worden. Zwischen 2011 und 2014 wurde der Innenraum der Kirche saniert. Zunächst wurden die Kreuzrippengewölbe gesichert, da diese tiefe Risse aufwiesen. In den Jahren 2013 und 2014 wurden die vollständig übertünchten Malereien aus der Erbauungszeit der Kirche wieder freigelegt, restauriert und ergänzt und somit der Innenraum in den Ursprungszustand zurückversetzt.

## Baubeschreibung

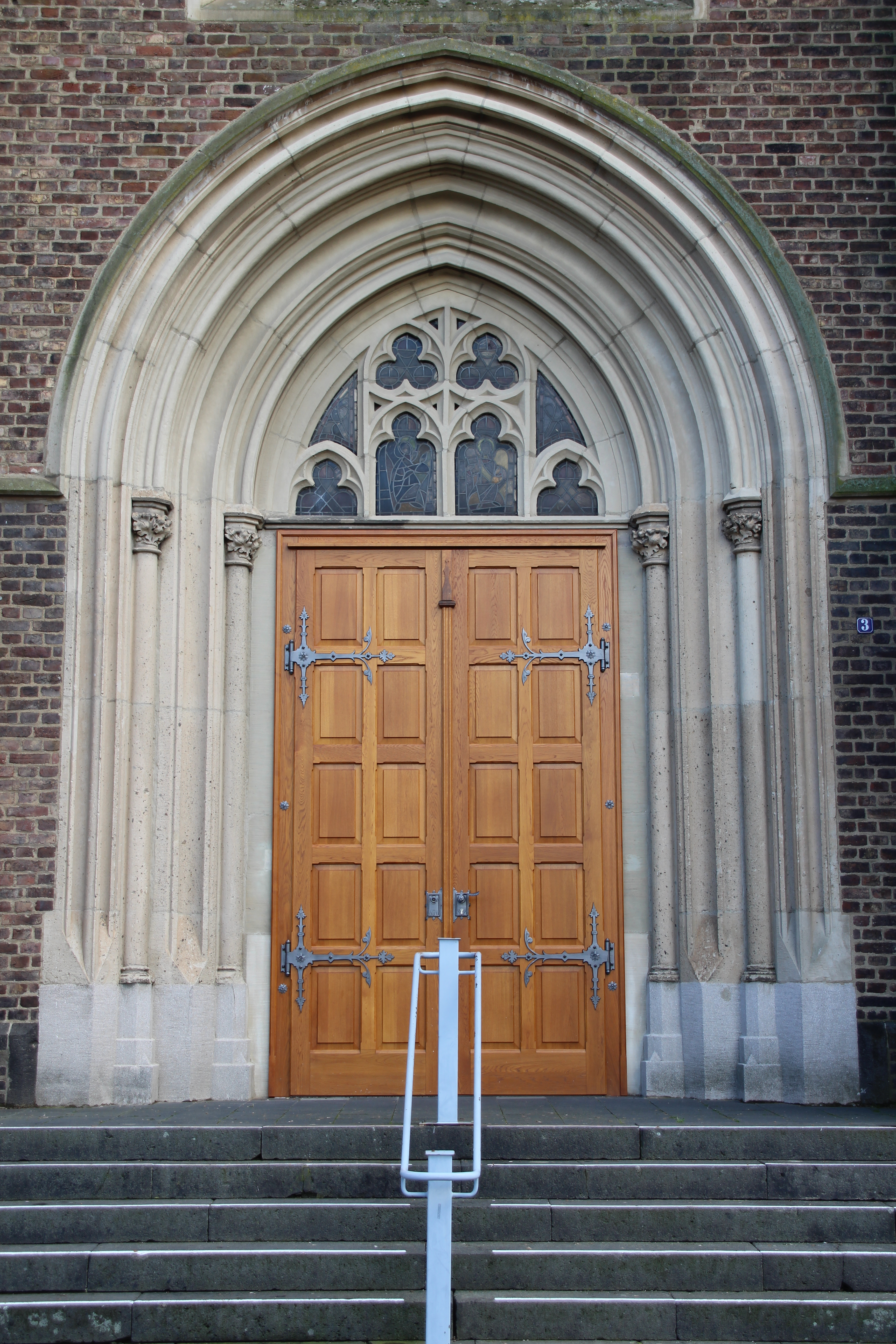
Hauptportal

St. Laurentius ist eine dreischiffige Hallenkirche aus Backsteinen im Baustil der Neugotik mit einem vorgebauten und viergeschossigen Glockenturm im Westen, Querschiff und siebenseitig geschlossenem Chor im Osten. Der Innenraum wird von Kreuzrippengewölben überspannt.

## Ausstattung
In der Kirche befindet sich ein neugotischer Hochaltar, der von den ortsansässigen Schreinern Franz und Werner Pütz im Jahr 1899 angefertigt wurde. Des Weiteren befindet sich noch ein Antwerpener Retabel im Gotteshaus. Dieses wurde aus der alten Merzenicher Kirche übernommen und im 16. Jahrhundert aus Nussbaumholz angefertigt. Im Jahr 1975 wurde es restauriert und dient heute als Nebenaltar. Ein zweiter Nebenaltar ist der „Alabaster-Altar“, der ebenfalls aus der alten Kirche übernommen wurde. Dieser stammt ursprünglich aus der Kölner Kirche Klein St. Martin. Es wird vermutet, dass der Antwerpener Schnitzaltar ebenfalls aus dieser Kirche stammt, was jedoch nicht erwiesen ist.

## Orgel
Die Orgel wurde 1997 in der Werkstatt Orgelbau Schumacher in Eupen (B) erbaut. Das französisch disponierte Instrument hat 29 Register auf zwei Manualen und Pedal. Die Spiel- und Registertrakturen sind mechanisch.
| I Positif de Dos C– |                       |        |
| 1.                  | Bourdon               | 8′     |
| 2.                  | Salicional            | 8′     |
| 3.                  | Prestant              | 4′     |
| 4.                  | Flûte à cheminée      | 4′     |
| 5.                  | Nazard                | 2 ⁄3′  |
| 6.                  | Doublette             | 2′     |
| 7.                  | Tierce                | 1 3⁄5′ |
| 8.                  | Petite fourniture III |        |
| 9.                  | Cromorne              | 8′     |
|                     | Tremblant             |        |

| II Grand Orgue C– |                   |        |
| 10.               | Bourdon           | 16′    |
| 11.               | Montre            | 8′     |
| 12.               | Viole de Gambe    | 8′     |
| 13.               | Rohrflöte         | 8′     |
| 14.               | Prestant          | 4′     |
| 15.               | Flûte pointue     | 4′     |
| 16.               | Quinte            | 2 ⁄3′  |
| 17.               | Doublette         | 2′     |
| 18.               | Tierce            | 1 3⁄5′ |
| 19.               | Founiture IV      |        |
| 20.               | Cymbale III       |        |
| 21.               | Cornet IV (ab f0) |        |
| 22.               | Trompette (B/D)   | 8′     |

| Pédale C– |                         |     |
| 23.       | Soubasse                | 16′ |
| 24.       | Flûte (Ext. Nr. 22)     | 8′  |
| 25.       | Flûte (Ext. Nr. 22)     | 4′  |
| 26.       | Octave basse            | 8′  |
| 27.       | Octave (Ext. Nr. 25)    | 4′  |
| 28.       | Bombarde                | 16′ |
| 29.       | Trompette (Ext. Nr. 27) | 8′  |

- Koppeln: I/II, I/P, II/P.

## Glocken
| Nr. | Name       | Durchmesser (mm) | Masse (kg, ca.) | Schlagton (HT-1/16) | Gießer                                                 | Gussjahr |
| 1   | -          | 1.247            | 1.200           | es’ +3              | Martin Legros                                          | 1775     |
| 2   | Maria Anna | 1.140            | 1000            | ges’ -2             | Gregor van Trier                                       | 1503     |
| 3   | Maria      | 1.020            | 790             | as’ +4              | Hans August Mark; Eifeler Glockengießerei, Brockscheid | 2003     |
| 4   | Laurentius | 814              | 370             | ces’’ +3            | Hans August Mark; Eifeler Glockengießerei, Brockscheid | 2003     |
| 5   | -          | 720              | 250             | d’’ +1              | Gottfried Dinckelmeyer (außer Betrieb)                 | 1721     |

Motiv: Idealquartett

## Pfarrer
| von – bis | Name                    |
| --------- | ----------------------- |
| 1401–1431 | Petrus de Mercede       |
| 1431–?    | Heinrich Reteri         |
| 1486–?    | Albert Kemper           |
| 1533–1547 | Johann Hammerstein      |
| 1547–1550 | Gerhard Mombart         |
| 1555–?    | Werner Fabri            |
| 1585–?    | Peter Fabritius         |
| 1607–1621 | Jacobus Schotten        |
| 1621–1634 | Johannes Kyrenius       |
| 1641–1647 | Hubertus Krichel        |
| 1650–1683 | Henricus Wollersheim    |
| 1683–1699 | Matthäus Schuthaubt     |
| 1699–1737 | Matthias Hermann Greven |

| von – bis | Name                        |
| --------- | --------------------------- |
| 1750–1756 | Johann Arnold Cupper        |
| 1756–1774 | Johannes Beyer              |
| 1774–1797 | J. H. Schieffer             |
| 1797–1840 | Johann Heinrich Pütz        |
| 1840–1873 | Johannes Morschel           |
| 1873–1887 | Hochscheid (Pfarrverwalter) |
| 1887–1909 | Alois Patron                |
| 1909–1914 | Edmund Bodems               |
| 1914–1923 | Hubert van Cleev            |
| 1923–1939 | Conrad Simons               |
| 1939–1945 | Heinrich Kremer             |
| 1945–1976 | Clemens Winkhold            |
| 1976–2017 | Heinz Dieter Hamachers      |
| Seit 2018 | Andreas Galbierz            |